# Вампиры Варшавы. Тайна такси № 1051
«Вампиры Варшавы. Тайна такси № 1051» (пол. Wampiry Warszawy. Tajemnica taksówki nr. 1051) — польский немой чёрно-белый детективный кинофильм 1925 года. Считается утерянным.

## Сюжет
Двое русских аристократов-аферистов — княжна Татарская и барон Камилов — покидают Париж и отправляются в Варшаву с целью вовлечь в брачные путы богатого поляка промышленника Прадовского и его дочь Уршулю (Урсулу), после чего убить обоих и завладеть состоянием жертв. Влюблённый в Уршулю адвокат пытается помешать заговору. Всё заканчивается благополучно, так как дворецкий, случайный убийца, на смертном одре признал свою вину.

## В ролях
- Октавиан Качановский — промышленник Прадовский
- Халина Лабендзкая — Уршуля, дочь Прадовского
- Мария Бальцеркевичувна — княжна Татарская
- Лех Оврон — барон Камилов
- Иго Сым — адвокат Тадеуш Вызевич
- Мариан Керницкий — дворецкий Антони